# JS A 2/4
Die JS A2T, besser bekannt unter der späteren Bezeichnung A 2/4 der Schweizerischen Bundesbahnen (SBB), waren  Dampflokomotiven mit Schlepptender, die von der schweizerischen Jura-Simplon-Bahn (JS) ab 1892 für den Schnellzugdienst beschafft wurden. Die JS A2T waren die ersten Schlepptenderlokomotiven moderner Konzeption der Bauart American in der Schweiz. Es folgten die ähnlichen Lokomotiven der NOB und der SCB, die von der jungen SBB noch in gleicher Bauart nachbeschafft wurden.

## Geschichte
Nach der Fusion der Jura-Bern-Luzern (JBL) mit der Suisse Occidentale (SO) zur Jura-Simplon-Bahn 1890, stieg der Verkehr stark an. Die im Schnellzugverkehr eingesetzten Tenderlokomotiven des Typs A2 genügten wegen beschränkter Vorräte den Ansprüchen nicht mehr. 
Die A2T wurde von der Schweizerische Lokomotiv- und Maschinenfabrik (SLM) in Winterthur gebaut. Im März 1892 wurden die beiden ersten A2T bei der JS in Dienst gestellt. Sie wurden umgehend im Schnellzugverkehr auf der 60 km langen Strecke Genf–Lausanne eingesetzt, die sie bei drei Zwischenhalten in 65 Minuten zurücklegen konnte. Die nachfolgenden Maschinen wurden für die Schnellzüge auf den Strecken Genf–Lausanne–Freiburg–Bern, Lausanne–Neuenburg–Biel und Basel–Delle eingesetzt.

## Technik
Das Konzept der Tenderlokomotive A2 wurde als Grundlage für die A2T übernommen. Durch die Auslagerung der Vorräte auf den dreiachsigen Schlepptender fielen Wasser- und Kohlekasten auf der Lokomotive weg. Dies erlaubte bei gleichem Gewicht den Einbau eines grösseren, leistungsfähigeren Kessels. Der Langkessel war aus Flußeisen-Blech von Krupp ausgeführt, die Feuerbüchse und die Rauchkammerrohrwand aus Kupfer. Weiter wurde der Triebraddurchmesser auf 1830 mm vergrössert, sodass die Höchstgeschwindigkeit von 70 km/h auf 90 km/h angehoben werden konnte. Gemäss Pflichtenheft musste die Zweizylinder-Nassdampf-Verbundlokomotive 180 t schwere Züge auf einer 10 ‰-Rampe mit einer Geschwindigkeit von 45 km/h befördern.